# Майкл Голл
Майкл Карлайл Голл (англ. Michael Carlisle Hall; нар. 1 лютого 1971) — американський актор та продюсер, який став відомим головним чином завдяки серіалу «Декстер».

## Життєпис
Майкл Голл народився 1 лютого 1971 в місті Ралі (Північна Кароліна). Закінчивши в 1989 році старшу школу він вступає до коледжу Earlham в Ричмонді, Індіана. Пізніше він здобуває ступінь бакалавра мистецтв у Нью-Йоркському університеті.
Акторська кар'єра Майкла Голла починається в 1999 році, коли Сем Мендес запрошує його на роль у мюзиклі «Кабаре (мюзикл)». Потім Майкл Голл грає Девіда Фішера в серіалі «Клієнт завжди мертвий». За роботу над першим сезоном серіалу він був номінований на премію «Еммі».
У 2003 році він грає Біллі Флінна в мюзиклі «Чикаго», а також знімається у фільмі «Час розплати».
У вересні 2009 року вийшов фільм з його участю «Геймер». Дія фільму відбувається в недалекому майбутньому, де людство загрузло в онлайн іграх.
З 2006 року Майкл Голл знімався в серіалі «Декстер». За це, у 2010 році він отримав премію Золотий Глобус, а у 2008 номінувався на Золотий Глобус та Еммі. Показ останньої серії відбувся 22 вересня 2013 року.

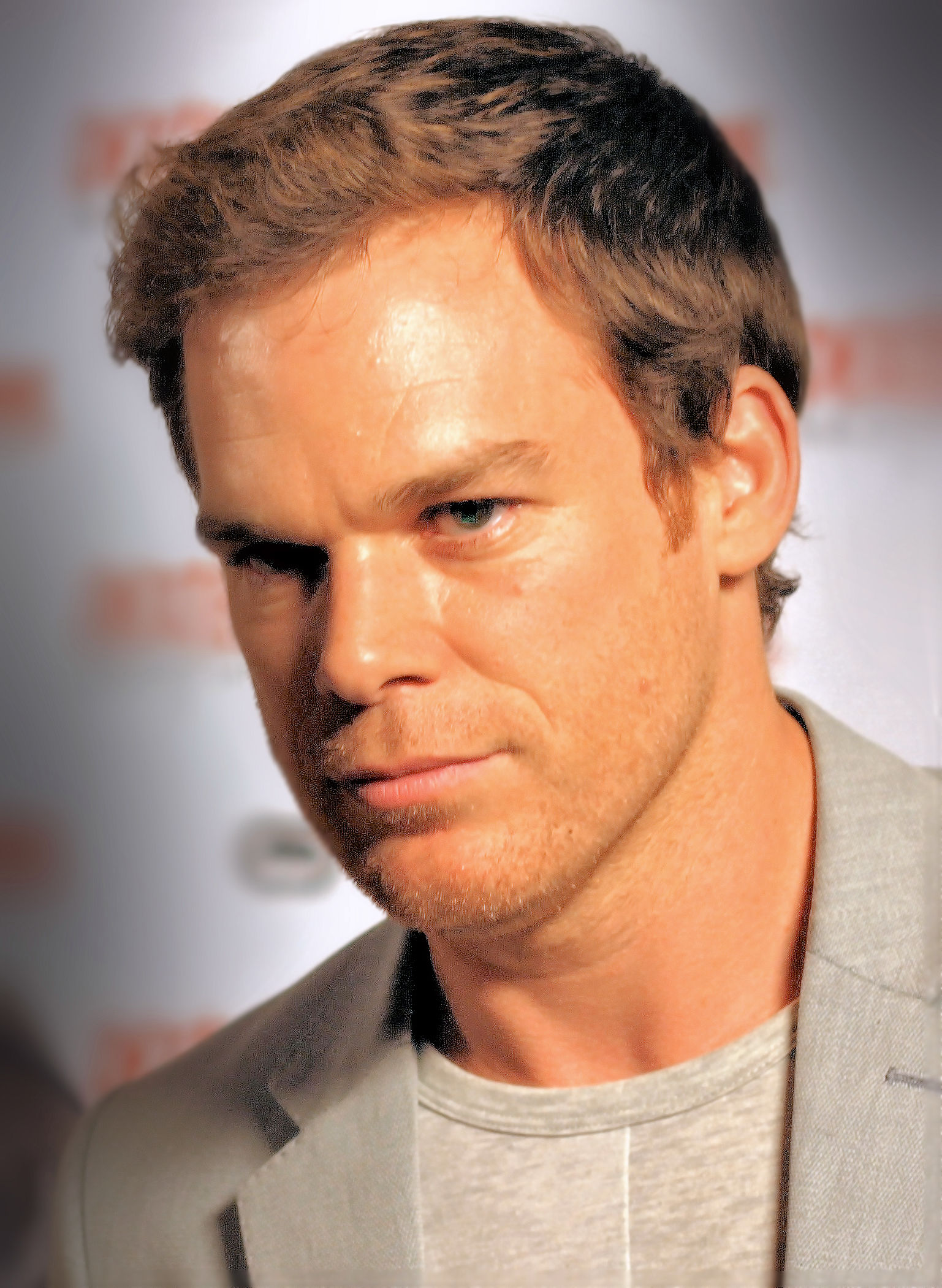
Майкл Голл у 2011 році

## Особисте життя

### Сім'я
У 2002 році Майкл Голл одружився з актрисою Емі Спенжер. У 2006 році подружжя подали на розлучення. У переддень Нового року у 2008 році, він таємно вступив у шлюб з Дженніфер Карпентер, акторкою, яка грає сестру Декстер — Дебру Морган. 18 грудня 2010 року Карпентер подала заяву на розлучення з Голлом.
29 лютого 2016 одружився з Морган Макрегор. Церемонія пройшла в ратуші Нью-Йорка, в закритому для преси форматі. Морган Макгрегор — письменниця і літературний критик. Відносини у пари почалися у 2012 році.

### Рак
13 січня 2010 року, його агент і представник підтвердив, що він проходив лікування від лімфогранулематозу.
Голл отримував свої Золотий глобус та Премію Гільдії кіноакторів США у 2010 році, носив в'язану шапку на своїй голові, адже втратив волосся через хімієтерапію. 25 квітня 2010, Дженніфер Карпентер заявила, що Голл повністю одужав і почав роботу над новим сезоном Декстера.

## Фільмографія
| Рік       |     | Українська назва                    | Оригінальна назва                        | Роль                                    |
| --------- | --- | ----------------------------------- | ---------------------------------------- | --------------------------------------- |
| 1999      | с   | Як обертається світ                 | As the World Turns                       | Джеррі Кляйн (Епіз. 11 Jan 1999)        |
| 2001—2005 | с   | Клієнт завжди мертвий               | Six Feet Under                           | Девід Фішер (5 сезонів)                 |
| 2003      | ф   | Час розплати                        | Paycheck                                 | агент ФБР Клайн                         |
| 2004      | тф  | Обділені                            | Bereft                                   | Джонатан                                |
| 2006      | док | Таємниці масонів                    | Mysteries of the Freemasons              | оповідач                                |
| 2006—2013 | с   | Декстер                             | Dexter                                   | Декстер Морган (головна роль)           |
| 2009      | ф   | Геймер                              | Gamer                                    | Кен Касл                                |
| 2009—2012 | мс  | Декстер: Проби пера                 | Dexter: Early Cuts                       | Декстер Морган (головна роль)           |
| 2010      | ф   | Світ крізь замкову щілину           | Peep World                               | Джек Мейєрвіц                           |
| 2011      | с   | Війна у В'єтнамі в HD               | Vietnam in HD                            | оповідач (6 епізодів)                   |
| 2012      | ф   | Блаженство з п'ятої східної         | The Trouble with Bliss                   | Морріс Блісс                            |
| 2012      | с   | Рут та Еріка                        | Ruth & Erica                             | Том (3 епізоди)                         |
| 2013      | кф  | Річка                               | The River                                | Ґуру                                    |
| 2013      | ф   | Убий своїх коханих                  | Kill Your Darlings                       | Девід Каммерер                          |
| 2014      | ф   | Холод у липні                       | Cold in July                             | Річард Дейн                             |
| 2015      | мф  | Ліга справедливості: Боги і монстри | Justice League: Gods and Monsters        | Мен-Бет (озвучення)                     |
| 2015—2017 | мс  | Зоряна принцеса проти сил зла       | Star vs. the Forces of Evil              | Тоффі (11 епізодів)                     |
| 2016      | ф   | Крістін                             | Christine                                | Джордж Пітер Райан                      |
| 2017      | ф   | Вотерґейт                           | The Man Who Brought Down the White House | Джон Дінн                               |
| 2017      | с   | Корона                              | The Crown                                | Джон Кеннеді (S2-E8)                    |
| 2018      | ф   | Нічні ігри                          | Game Night                               | болгарин                                |
| 2018      | с   | Безпека                             | Safe                                     | доктор Том Ділені (8 епізодів)          |
| 2019      | ф   | Звіт                                | The Report                               | Томас Істмен                            |
| 2019      | ф   | У тіні Місяця                       | In the Shadow of the Moon                | Голт                                    |
| 2020      | с   | Переможені                          | The Defeated                             | доктор Том Ділені (8 епізодів)          |
| 2021      | ф   | Джон і діра                         | John and the Hole                        | Бредлі Шей                              |
| 2021—2022 | с   | Декстер: Нова кров                  | Dexter: New Blood                        | Декстер Морган (головна роль)           |
| 2024      | с   | Декстер: Первородний гріх           | Dexter: Original Sin                     | внутрішній голос Декстера (10 епізодів) |
| 2025      | с   | Декстер: Воскресіння                | Dexter: Resurrection                     | Декстер Морган (головна роль)           |

## Нагороди та номінації
| Нагорода                               | Рік  | Категорія                                         | Робота                | Результат |
| -------------------------------------- | ---- | ------------------------------------------------- | --------------------- | --------- |
| Золотий глобус                         | 2007 | Найкраща чоловіча роль у телесеріалі — драма      | Декстер               | Номінація |
| Золотий глобус                         | 2008 | Найкраща чоловіча роль у телесеріалі — драма      | Декстер               | Номінація |
| Золотий глобус                         | 2009 | Найкраща чоловіча роль у телесеріалі — драма      | Декстер               | Номінація |
| Золотий глобус                         | 2010 | Найкраща чоловіча роль у телесеріалі — драма      | Декстер               | Перемога  |
| Золотий глобус                         | 2011 | Найкраща чоловіча роль у телесеріалі — драма      | Декстер               | Номінація |
| Еммі                                   | 2002 | Найкраща чоловіча роль у драматичному телесеріалі | Клієнт завжди мертвий | Номінація |
| Еммі                                   | 2008 | Найкраща чоловіча роль у драматичному телесеріалі | Декстер               | Номінація |
| Еммі                                   | 2009 | Найкраща чоловіча роль у драматичному телесеріалі | Декстер               | Номінація |
| Еммі                                   | 2010 | Найкраща чоловіча роль у драматичному телесеріалі | Декстер               | Номінація |
| Еммі                                   | 2011 | Найкраща чоловіча роль у драматичному телесеріалі | Декстер               | Номінація |
| Еммі                                   | 2012 | Найкраща чоловіча роль у драматичному телесеріалі | Декстер               | Номінація |
| Премія Гільдії кіноакторів США         | 2002 | Найкращий акторський склад у драматичному серіалі | Клієнт завжди мертвий | Номінація |
| Премія Гільдії кіноакторів США         | 2003 | Найкращий акторський склад у драматичному серіалі | Клієнт завжди мертвий | Перемога  |
| Премія Гільдії кіноакторів США         | 2004 | Найкращий акторський склад у драматичному серіалі | Клієнт завжди мертвий | Перемога  |
| Премія Гільдії кіноакторів США         | 2005 | Найкращий акторський склад у драматичному серіалі | Клієнт завжди мертвий | Номінація |
| Премія Гільдії кіноакторів США         | 2006 | Найкращий акторський склад у драматичному серіалі | Клієнт завжди мертвий | Номінація |
| Премія Гільдії кіноакторів США         | 2007 | Найкраща чоловіча роль у драматичному серіалі     | Декстер               | Номінація |
| Премія Гільдії кіноакторів США         | 2008 | Найкраща чоловіча роль у драматичному серіалі     | Декстер               | Номінація |
| Премія Гільдії кіноакторів США         | 2009 | Найкраща чоловіча роль у драматичному серіалі     | Декстер               | Номінація |
| Премія Гільдії кіноакторів США         | 2009 | Найкращий акторський склад у драматичному серіалі | Декстер               | Номінація |
| Премія Гільдії кіноакторів США         | 2010 | Найкращий акторський склад у драматичному серіалі | Декстер               | Номінація |
| Премія Гільдії кіноакторів США         | 2010 | Найкраща чоловіча роль у драматичному серіалі     | Декстер               | Перемога  |
| Премія Гільдії кіноакторів США         | 2011 | Найкраща чоловіча роль у драматичному серіалі     | Декстер               | Номінація |
| Премія Гільдії кіноакторів США         | 2011 | Найкращий акторський склад у драматичному серіалі | Декстер               | Номінація |
| Премія Гільдії кіноакторів США         | 2012 | Найкращий акторський склад у драматичному серіалі | Декстер               | Номінація |
| Премія Гільдії кіноакторів США         | 2012 | Найкраща чоловіча роль у драматичному серіалі     | Декстер               | Номінація |
| Супутник                               | 2006 | Найкраща чоловіча роль у драматичному серіалі     | Декстер               | Номінація |
| Супутник                               | 2007 | Найкраща чоловіча роль у драматичному серіалі     | Декстер               | Перемога  |
| Супутник                               | 2008 | Найкраща чоловіча роль у драматичному серіалі     | Декстер               | Номінація |
| Супутник                               | 2010 | Найкраща чоловіча роль у драматичному серіалі     | Декстер               | Номінація |
| Вибір телевізійних критиків            | 2011 | Найкраща чоловіча роль у драматичному серіалі     | Декстер               | Номінація |
| Премія Асоціації телевізійних критиків | 2007 | Індивідуальні досягнення в драмі                  | Декстер               | Перемога  |
| Сатурн                                 | 2007 | Найкращий телеактор                               | Декстер               | Перемога  |
| Сатурн                                 | 2008 | Найкращий телеактор                               | Декстер               | Номінація |
| Сатурн                                 | 2009 | Найкращий телеактор                               | Декстер               | Номінація |
| Сатурн                                 | 2010 | Найкращий телеактор                               | Декстер               | Номінація |
| Сатурн                                 | 2011 | Найкращий телеактор                               | Декстер               | Номінація |
| Сатурн                                 | 2012 | Найкращий телеактор                               | Декстер               | Номінація |
| Сатурн                                 | 2013 | Найкращий телеактор                               | Декстер               | Номінація |
| Сатурн                                 | 2022 | Найкращий телеактор                               | Декстер: Нова кров    | Номінація |